# Kurawa
Kurawa – struga w północno-zachodniej Polsce, w woj. zachodniopomorskim, w powiecie kamieńskim, płynąca przez wschodnią część Wybrzeża Trzebiatowskiego przy cieśninie Dziwnie.
Struga ma źródła na południowy wschód od wsi Laska i na północ od wsi Rzeczyn, w gminie Wolin. Od źródeł Kurawa płynie na południowy zachód i uchodzi przy na obszarze leśnym na północ od wsi Recław.
Do 1945 r. poprzednią niemiecką nazwą strugi była Kurow. W 1948 r. wprowadzono urzędowo rozporządzeniem polską nazwę Kurawa.